# Game Developer
Game Developer (до 2021 года — Gamasutra) — веб-ресурс, посвящённый разработке компьютерных игр. На сайте публикуются новости индустрии компьютерных игр, аналитические статьи и обзоры, а также список вакансий для разработчиков компьютерных игр.
Сайт публикует эксклюзивные интервью с разработчиками и другими представителями игровой индустрии, которые пользуются авторитетом и вниманием в игровой журналистике.
На сайт ссылается множество печатных и онлайн-ресурсов, посвящённых компьютерным играм и IT-индустрии, а его рейтинги, хит-парады и списки, а также аналитические статьи считаются крайне авторитетными в других известных изданиях.
Команда редакторов сайта выиграла Webby Awards в 2006 и 2007 годах. В 2006 году, при вручении награды, её девизом были слова «Heart plus science equals games» (с англ. — «сердце плюс наука равны играм»), а в 2007 году — «Art plus science, still games» (с англ. — «искусство плюс наука всё ещё игры»).
Сайт принадлежит и управляется Informa Tech (подразделением компании Informa) и выполняет функции дочернего онлайн-издания печатного журнала Game Developer.
В 2021 году сайт, на протяжении многих лет носивший название Gamasutra, был переименован в Game Developer.

## IndieGames.com
Сайт IndieGames.com работает с октября 2005 года и является дочерним сайтом Game Developer, посвящённым обзору игр от независимых разработчиков. В 2011 году он стал основным новостным сайтом UBM TechWeb по данной тематике после закрытия сайта GameSetWatch.